# Косинский, Криштоф

Герб Косинского — Равич

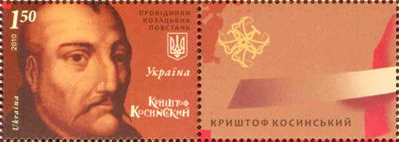
Почтовая марка Украины

Криштоф Коси́нский (пол. Krzysztof Kosiński; 1545 — май 1593) — полковник Войска Запорожского реестрового (1590 год), гетман казаков-низовиков (1591—1593 годы), предводитель названного его именем восстания в 1591—1593 годах.

## Биография
По происхождению шляхтич из рода Косинских. До 1586 года Криштоф Косинский служил князьям Острожским. В 1586 году, из-за потери родового поместья, он подался в Запорожскую Сечь в казаки.
В 1590 году, благодаря рекомендации коронного гетмана Яна Замойского, власти Речи Посполитой назначили Косинского полковником Войска Запорожского реестрового и наделили его землями в пустошах Рокитном и Ольшанке Киевского воеводства (Дикое поле). Но уже в следующем году эти земли силой захватил белоцерковский староста Януш Острожский, получив на владение ими королевский привилей. Это возмутило Косинского, поэтому он собрал до 5000 реестровых и нереестровых казаков, избравших его своим предводителем, и 29 декабря 1591 года штурмом взял Белую Церковь, резиденцию К. Острожского.
Казаки, к которым присоединялось местное крестьянство, завладели рядом городов и местечек. Мятеж, вызванный имущественным спором между Косинским и Острожскими, перерос в казацкое восстание, получившее название восстание Косинского. На протяжении 1592 года нереестровые казаки захватили Переяслав, Триполье, Киев, а также пытались опустошить шляхетские поместья на Брацлавщине и Волыни.
При дворе короля Речи Посполитой восстание Косинского считали личным делом князей Острожскких, поэтому на его подавление на рубеже 1592 — 1593 годов против Косинского и его войска выступила личная армия князей Януша Острожского и черкасского старосты Александра Вишневецкого.
23 января (2 февраля) 1593 года Косинский был разбит под селом Пятка (ныне Чудновский район Житомирской области). Повстанцы капитулировали, принесли князьям присягу, подписанную от имени Войска Запорожского, а сам Косинский должен был лично трижды, встав на колено, ударить лбом перед старым князем Константином и его сыновьями, что входило в рыцарский ритуал покорности вассалa перед сюзереном. Косинский обязался не собирать больше казаков и подписал договор о покорности польскому королю, но, вернувшись в Сечь, нарушил обязательство, и в мае 1593 года попытался взять приступом Черкассы; его 2000 казаков готовились штурмовать город, но в одной из стычек Косинский погиб (по другой версии был ликвидирован слугами старосты Острожского во время переговоров). Казаки продолжали осаду до августа, когда Острожский согласился подписать перемирие.
Исторический облик Косинского противоречив: в украинской историографической традиции его принято представлять борцом за казачью вольность и свободу вероисповедания, однако Константин Острожский, против которого Косинский преимущественно выступал, и Северин Наливайко, наиболее талантливый командир войск Острожского, были православными, а о вероисповедании Косинского точных сведений нет. В то время имя Кшиштоф могло быть и у православных. Впрочем, в его войске запорожские черкасы исповедовали все основные, кроме униатства, конфессии тех лет: православие, католицизм, (до 1637 года католики и православные могли наравне быть членами коша и занимать все должности, включая кошевого атамана), а казаки, не являвшиеся членами коша - также ислам, протестантизм и даже иудаизм. В период восстания (мятежа) Косинский также переписывался с Русским царём, предлагая ему свою службу в обмен на некие гарантии. В письме царя Федора от 20 марта 1593 года указывается: «черкасом запорожским гетману Хриштопу Косинскому и всем атаманам и черкасом быть на Донце».